# OFC Liga prvaka
OFC Liga prvaka, poznata i kao Oceanijska Liga prvaka i O-liga, najjače je klupsko nogometno natjecanje na području Oceanije u organizaciji OFC-a. Pobjednik Lige ostvaruje izravni plasman na Svjetsko klupsko prvenstvo/Interkontinentalni kup. 
U natjecanju prevladavaju novozelandski klubovi. Najuspješniji je Auckland City s devet osvojenih naslova, od čega sedam zaredom u razdoblju između 2010. i 2017. godine. Prije 2005., u starijem obliku lige, natjecali su se i klubovi iz Australije, koji su osvojili naslove u prvim četirima sezonama, nakon čega su se prebacili u AFC Ligu prvaka slijedeći Australijin izazak iz OFC-a.

## Vanjske poveznice
- Pregled prvaka i uspješnosti klubova na RSSSF-u